# Становська сільська рада (Кетовський район)
Становська́ сільська рада (рос. Становской сельский совет) — сільське поселення у складі Кетовського району Курганської області Росії.
Адміністративний центр — присілок Станова.
Населення сільського поселення становить 563 особи (2017; 608 у 2010, 626 у 2002).

## Склад
До складу сільського поселення входять:
| Населений пункт   | Населення, осіб (2002) | Населення, осіб (2010) |
| ----------------- | ---------------------- | ---------------------- |
| Козлово, присілок | 183                    | 167                    |
| Станова, присілок | 443                    | 441                    |